# Screen Actors Guild Awards 2023
La cerimonia di premiazione della 29ª edizione dei Screen Actors Guild (SAG) Awards ha avuto luogo il 26 febbraio 2023 al Fairmont Century Plaza a Century City, è stata trasmessa in diretta streaming sul canale YouTube di Netflix.
Le candidature sono state annunciate da Haley Lu Richardson e Ashley Park l'11 gennaio 2023.
Durante la cerimonia all'attrice Sally Field è stato riconosciuto lo Screen Actors Guild alla carriera.

## Cinema

### Migliore attore protagonista
- Brendan Fraser – The Whale
- Austin Butler – Elvis
- Colin Farrell – Gli spiriti dell'isola (The Banshees of Inisherin)
- Bill Nighy – Living
- Adam Sandler – Hustle

### Migliore attrice protagonista
- Michelle Yeoh – Everything Everywhere All at Once
- Cate Blanchett – Tár
- Viola Davis – The Woman King
- Ana de Armas – Blonde
- Danielle Deadwyler – Till - Il coraggio di una madre (Till)

### Migliore attore non protagonista
- Ke Huy Quan – Everything Everywhere All at Once
- Paul Dano – The Fabelmans
- Brendan Gleeson – Gli spiriti dell'isola (The Banshees of Inisherin)
- Barry Keoghan – Gli spiriti dell'isola (The Banshees of Inisherin)
- Eddie Redmayne – The Good Nurse

### Migliore attrice non protagonista
- Jamie Lee Curtis  – Everything Everywhere All at Once
- Angela Bassett – Black Panther: Wakanda Forever
- Hong Chau – The Whale
- Kerry Condon – Gli spiriti dell'isola (The Banshees of Inisherin)
- Stephanie Hsu – Everything Everywhere All at Once

### Miglior cast cinematografico
- Everything Everywhere All at Once
- Babylon
- Gli spiriti dell'isola (The Banshees of Inisherin)
- The Fabelmans
- Women Talking - Il diritto di scegliere (Women Talking)

### Migliori controfigure cinematografiche
- Top Gun: Maverick
- Avatar - La via dell'acqua (Avatar: The Way of Water)
- The Batman
- Black Panther: Wakanda Forever
- The Woman King

## Televisione

### Migliore attore in un film televisivo o mini-serie
- Sam Elliott – 1883
- Steve Carell – The Patient
- Taron Egerton – Black Bird
- Paul Walter Hauser – Black Bird
- Evan Peters – Dahmer - Mostro: la storia di Jeffrey Dahmer (Dahmer - Monster: The Jeffrey Dahmer Story)

### Migliore attrice in un film televisivo o mini-serie
- Jessica Chastain – George & Tammy
- Emily Blunt – The English
- Julia Garner – Inventing Anna
- Niecy Nash – Dahmer - Mostro: la storia di Jeffrey Dahmer (Dahmer - Monster: The Jeffrey Dahmer Story)
- Amanda Seyfried – The Dropout

### Migliore attore in una serie drammatica
- Jason Bateman – Ozark
- Jonathan Banks – Better Call Saul
- Jeff Bridges – The Old Man
- Bob Odenkirk – Better Call Saul
- Adam Scott – Scissione (Severance)

### Migliore attrice in una serie drammatica
- Jennifer Coolidge – The White Lotus
- Elizabeth Debicki – The Crown
- Julia Garner – Ozark
- Laura Linney – Ozark
- Zendaya – Euphoria

### Migliore attore in una serie commedia
- Jeremy Allen White – The Bear
- Anthony Carrigan – Barry
- Bill Hader – Barry
- Steve Martin – Only Murders in the Building
- Martin Short – Only Murders in the Building

### Migliore attrice in una serie commedia
- Jean Smart – Hacks
- Christina Applegate – Amiche per la morte - Dead to Me (Dead to Me)
- Rachel Brosnahan – La fantastica signora Maisel (The Marvelous Mrs. Maisel)
- Quinta Brunson – Abbott Elementary
- Jenna Ortega – Mercoledì (Wednesday)

### Miglior cast in una serie drammatica
- The White Lotus
- Better Call Saul
- The Crown
- Ozark
- Scissione (Severance)

### Miglior cast in una serie commedia
- Abbott Elementary
- Barry
- The Bear
- Hacks
- Only Murders in the Building

### Migliori controfigure televisive
- Stranger Things
- Andor
- The Boys
- House of the Dragon
- Il Signore degli Anelli - Gli Anelli del Potere (The Lord of the Rings: The Rings of Power)

## Premi speciali

### Screen Actors Guild Award alla carriera
- Sally Field